# Honky Tonk Jazz Club
De Honky Tonk Jazz Club is een jazzclub in Dendermonde. Ze werd in 1965 opgericht en is gehuisd in een oude bunker, die oorspronkelijk dienst deed als munitieopslagplaats, in Bastion V, een onderdeel van de voormalige verdedigingsgordel van de stad Dendermonde.

## Voorloper
De vier broers Bert, Mon, Piet en Jan Heuvinck richtten in 1962 de "Jeggpap New Orleans Jazzband". De band repeteerde oorspronkelijk in de kelder van de ouderlijke woning die zo uitgroeide tot de eerste, onofficiële jazzclub van Dendermonde.

## Bastion V
Omdat de kelder al vlug te klein werd, zowel als club als als repetitieruimte, gingen de broers op zoek naar een nieuwe locatie die, in 1965, gevonden werd in een oude, vervallen bunker van Bastion V aan de Leopoldlaan. De gebroeders Heuvinck verlieten de "Jeggpap New Orleans Jazzband", die met nieuwe leden een eigen weg ging, en richtten de "Honky Tonk Jazz Club" op.
Doorheen de jaren ontving de club grote namen uit de New Orleansjazz zoals Captain John Handy, George Lewis en Champion Jack Dupree. De Honky Tonk-festivals, die er tijdens de hoogdagen in de jaren 70 en 80, georganiseerd werden, brachten internationale vedetten zoals Toots Thielemans, Memphis Slim, Fats Domino, BB King, Chuck Berry, Rhoda Scott en Ray Charles naar Dendermonde. De club diende ook als kweekvijver en inspiratiebron voor groepen zoals de "The Mardi Gras Jazzband".

## Honky Tonk Jazzkroegentocht
In 1979 startte de club, als eerste in Vlaanderen, met een jaarlijkse "Honky Tonk Jazzkroegentocht". Hier zouden in totaal 25 edities van plaatsvinden.